# Фёрст, Стивен
Сти́вен Фёрст (англ. Stephen Furst, 8 мая 1954, Норфолк, Виргиния — 16 июня 2017, Мурпарк, Калифорния) — американский актёр, режиссёр, продюсер, сценарист. Известен, среди прочего, ролью Вира Котто в телесериале «Вавилон-5».

## Личная жизнь
Семейное положение: был женат на Лоррейн Райт (англ. Lorraine Wright) (с 13 июня 1976), 2 ребёнка.

## Фильмография
- Зверинец (1978), англ. National lampoon’s animal house.
- Невидимое (Невидаль) (1980), англ The Unseen.
- Полуночное безумие (1980), англ. Midnight Madness.
- Безмолвный гнев (молчаливая ярость) (1982), англ. Silent Rage;
- Встреча выпускников нэшнл лэмпун (1982), англ. National lampoon’s class reunion;
- Команда мечты (1989), англ. Dream team, Альберт Йануцци
- Молодой ниндзя (1992) англ. Magic kid;
- Талантливый ребёнок (молодой ниндзя) (1993), англ. Magic kid;
- Молодой ниндзя 2 (1993), англ. Magic kid 2/ (сценарист и режиссёр);
- Вавилон-5: голос в пустыне (1994), англ. Babylon 5: a voice in the wilderness;
- Шейк, рэттл и рок! (1995), англ. Shake rattle and rock!;
- Маленький лесной человек 2 (1996), англ. Lttle bigfoot 2;
- Спина к спине (1996), англ. Back to back;
- Детёныш большеногого 2: возвращение домой (1996), англ. Lttle bigfoot 2: the journey home;
- Дрейк и Джош пилотный выпуск (2002), англ, Drake & Josh Pilot episode;
- Вавилон-5: Третье пространство (1998), англ. Babylon 5: Thirdspace;
- Вавилон-5: сезон 5, эпизод 13 "Корпус - мать, Корпус - отец" (1998), англ. Babylon 5: season 5, episode 13 "THE CORPS IS FATHER, THE CORPS IS MOTHER"
- Клиника (2002) сезон 1, эпизод 21 "Мой жертвенный промах" (пациент доктор Франклин один из четырёх врачей), англ. Scrubs: season 1, episode 21 "My Sacrificial Clam"  ( patient dr. Franklyn, one of four doctors)
- Власть дракона (2004), англ. Dragon Storm (режиссёр).